# Rose de Burford
Rose de Burford, geborene Rose Romeyn, auch Roesia und de Boreford, († 1329) war eine englische Kauffrau des 14. Jahrhunderts in der City of London.

## Leben
Rose war die Tochter von Juliana Hautyn and Thomas Romayn († 1312), einem wohlhabenden Londoner Woll- und Gewürzhändler und Alderman der City of London. Sie wurde mit dem Geschäftspartner ihres Vaters, John de Burford verheiratet, der ebenfalls ein Alderman war. Das Paar hat einen Sohn, James, und zwei Töchter namens Katherine und Johanna.
Rose de Burford beteiligte sich aktiv an den Geschäften ihres Mannes. Als John of Burford um 1322 starb, übernahm Rose de Burford die volle Leitung des Geschäfts und erwarb auch umfangreichen Grundbesitz.  Es ist bekannt, dass sie Mietshäuser in London und Landgüter in Surrey, Kent und Sussex besaß. Ihr eigener Landsitz befand sich in Charlton, zu der Zeit Kent. Sie bezahlte für die Errichtung einer Kapelle an der Südseite der Kirche St Thomas the Apostle in der City of London, die aber beim Großen Brand 1666 zerstört wurde.
Ihr Hauptkunde war the King's wardrobe, das Amt, das die Ausgaben im Haushalt des Königs überwachte. Sie betrieb ein Stickereigeschäft und führte auf Anweisung König Edwards II. ein mit Korallen verziertes Pluviale im Stil des opus anglicum aus, für das sie 100 Mark erhielt. Auf Bitten der Königin Isabella wurde dieses Gewand als Geschenk an den Papst geschickt.

## Nachleben
Judy Chicago widmete ihr eine Inschrift auf den dreieckigen Bodenfliesen des Heritage Floor ihrer 1974 bis 1979 entstandenen Installation The Dinner Party. Die mit dem Namen Rose de Burford beschrifteten Porzellanfliesen sind dem Platz mit dem Gedeck für Christine de Pizan zugeordnet.